# Алюмінотермія

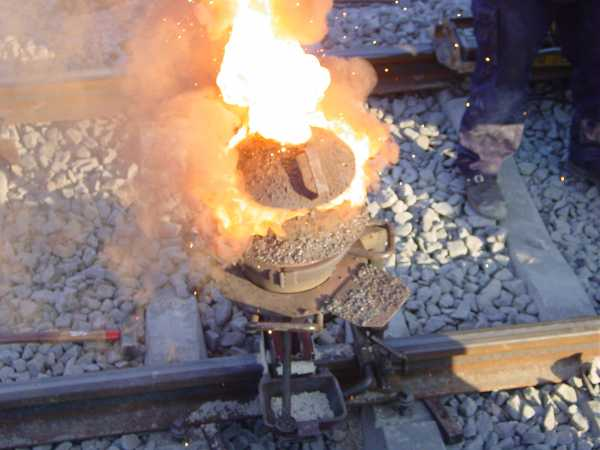
Термітне зварювання залізничних рейок

Алюмінотермі́я — спосіб відновлення металів з їх оксидів за допомогою алюмінію.
Цей спосіб був відкритий російським хіміком професором Харківського університету М. М. Бекетовим в середині XIX ст. При взаємодії алюмінію з оксидами металів виділяється багато тепла, внаслідок чого температура суміші-реагенту сягає 3000 °С. При такій температурі плавиться не тільки метал, що отримується, а й оксид алюмінію, що утворюється в результаті реакції. Алюмінотермічним способом одержують у вільному стані такі метали, як хром, ванадій, манган і інші.
Суміш магнітного залізняку Fe3O4 з порошком алюмінію називають термітною сумішшю (термітом). Реакцію горіння терміту можна зобразити таким рівнянням:
3Fe3O4 + 8Al → 4Al2O3 + 9Fe
Терміт застосовують при термітному зварюванні металевих виробів, а також для інших цілей.